# Kałęczyny (gromada)
Kałęczyny – dawna gromada, czyli najmniejsza jednostka podziału terytorialnego Polskiej Rzeczypospolitej Ludowej w latach 1954–1972.
Gromady, z gromadzkimi radami narodowymi (GRN) jako organami władzy najniższego stopnia na wsi, funkcjonowały od reformy reorganizującej administrację wiejską przeprowadzonej jesienią 1954 do momentu ich zniesienia z dniem 1 stycznia 1973, tym samym wypierając organizację gminną w latach 1954–1972.
Gromadę Kałęczyny z siedzibą GRN w Kałęczynach utworzono – jako jedną z 8759 gromad – w powiecie ełckim w woj. białostockim, na mocy uchwały nr 13/V WRN w Białymstoku z dnia 4 października 1954. W skład jednostki weszły obszary dotychczasowych gromad Giże, Kałęczyny i Żelazki ze zniesionej gminy Wiśniowo Ełckie oraz obszary dotychczasowych gromad Koziki, Mrozy Wielkie, Regiel i Sordachy i obszar lasów państwowych o pow. 198,52 ha z dotychczasowej gromady Szyba ze zniesionej gminy Ełk w tymże powiecie. Dla gromady ustalono 13 członków gromadzkiej rady narodowej.
1 stycznia 1972 z gromady Kałęczyny wyłączono wsie Giże, Kałęczyny i Żelazki włączając je do gromady Wiśniowo Ełckie, po czym gromadę Kałęczyny zniesiono a jej (pozostały) obszar włączono do nowo utworzonej gromady Ełk.